# Armenteros
Armenteros là một đô thị ở tỉnh Salamanca, phía tây Tây Ban Nha, cộng đồng tự trị Castile-Leon. Đô thị này có cự ly 52 kilômét so với thành phố Salamanca và có dân số 493 người (năm 2008). Đô thị này có diện tích 38,93 km² và gồm các làng Armenteros, Revalvos, Íñigo Blasco, Navahombela và Pedro Fuertes
Đô thị này nằm trên khu vực có độ cao 1065 mét trên mực nước biển.
Mã số bưu chính là 37755.